# Human Relations Management
Zasugerowano, aby zintegrować ten artykuł z artykułem Human relations (dyskusja). Nie opisano powodu propozycji integracji.
Human Relations Management (stosunki współdziałania) to nurt związany z zarządzaniem i organizacją pracy wywodzący się ze szkoły behawioralnej zapoczątkowanej przez Eltona Mayo. Jego głównymi założeniami jest uwzględnienie stosunków międzyludzkich w zarządzaniu oraz humanizacja pracy.
Podczas badań prowadzonych przez E. Mayo (w wyniku których opisany został efekt Hawthorne) okazało się, że głównym czynnikiem podnoszącym produktywność w pracy są relacje międzyludzkie. Badacze zaobserwowali wzrost produktywności w grupach pracowników, w których każda z jednostek miała znaczący wpływ na wynik końcowy pracy całej grupy. Powodowało to poczucie dowartościowania i docenienia za wykonaną pracę. Efektem ubocznym tego badania było zaobserwowanie, iż badana grupa świadoma swojego uczestnictwa w badaniu pracuje wydajniej od grupy, którą obserwowano niejawnie. 
Po eksperymencie w Hawthorne, Abraham Maslow i Douglas McGregor opublikowali wyniki własnych badań dotyczących motywacji. Maslow stworzył hierarchię potrzeb, których chęć spełnienia miała motywować ludzi do pracy, natomiast McGregor zaobserwował, iż pracownicy są w stanie pracować wydajniej jeśli czują, że mają realny wpływ na losy firmy, są doceniani i odpowiedzialni.